# Коньяк-Нор
Конья́к-Нор (фр. Cognac-Nord) — кантон во Франции, находится в регионе Пуату — Шаранта, департамент Шаранта. Входит в состав округа Коньяк.
Код INSEE кантона — 1613. Всего в кантон Коньяк-Нор входят семь коммун, из них главной коммуной является Коньяк.
Население кантона на 2007 год составляло 15 999 человек.
Коммуны кантона:
- Бревиль
- Бутье-Сен-Трожан
- Коньяк
- Менак
- Сен-Брис
- Сен-Сюльпис-де-Коньяк
- Шерв-Ришмон